# آلفردو تنا
آلفردو تنا (اسپانیایی: Alfredo Tena‎؛ زادهٔ ۲۱ نوامبر ۱۹۵۶) بازیکن سابق و مربی فوتبال اهل مکزیک است.
از باشگاه‌هایی که در آن بازی کرده‌است می‌توان به باشگاه فوتبال آمریکا اشاره کرد.
وی همچنین در تیم ملی فوتبال مکزیک بازی کرده‌است.